# 21 Savage
21 Savage   (Plaistow, 22 d'octubre de 1992) nom artístic de Shayaa Bin Abraham-Joseph, és un raper d'origen britànic amb seu a Atlanta, Geòrgia resident a Atlanta, Geòrgia. Nascut a Londres i criat a Atlanta, va començar la seva carrera discogràfica el 2013 i va publicar tres mixtapes independents amb reconeixement regional. El seu projecte destacat —el extended play (EP) col·laboratiu amb el productor discogràfic Metro Boomin titulat Savage Mode (2016)—va assolir el número 23 del  Billboard 200. Els seus senzills principals, "X" (amb Future) i "No Heart" tots dos va assolir el màxim dins dels 40 primers del Billboard Hot 100. Més tard aquell any, va veure més reconeixement per la seva aparició de convidat al senzill de Drake "Sneakin'". Aleshores va signar un contracte de gravació amb Epic Records el gener de 2017.

## Biografia
Shayaa Bin Abraham-Joseph va néixer a un hospital de Plaistow a Londres, Anglaterra, el 1992, va anar a viure a Atlanta, Georgia, una ciutat dels Estats Units d'Amèrica quan tenia 7 anys amb la seva mare i quatre germans i sis germanes més.
Els pares d'origen britànic es diuen Heather Carmillia Joseph i Kevin Cornelius Emmons, que són de Dominica i descendència haitiana. Al complir set anys els seus pares es van separar i se'n va anar a viure a Atlanta amb la seva mare. La seva mare va tindre una relació amb el doctor Amsu Anpu un endocrinòleg i expatriat britànic, amb qui va tenir més fills. Tenia un germà Quantivayus que el van matar en un tiroteig pel tràfic de drogues.
Als catorze anys va començar traficar amb drogues, va tindre problemes a la Preparatory school, va amenaçar un alumne amb una arma i va ser expulsat de l'escola. El van expulsar de totes les escoles què va estar, va acabar ingressant en un centre de menors. En sortir del centre es va unir a la banda dels Bloods, una de les mes vandàliques i violentes del món.
Va guanyar diners traficant drogues i va formar una banda afilada als Bloods amb els seus amics més íntims. Va participar en diferents robatoris i tirotejos, quan als 21 anys participa en un d'aquests tirotejos, li donen sis bales i és ferit de gravetat però aconsegueix sobreviure. Al mateix any de l'incident el seu millor amic és assassinat quan l'intentaven atracar, a part el següent any el seu germà mor per la violència del carrer. Aquest esdeveniments fan que comenci a plantejar-se a dedicar-se a la música professionalment.
El tres de febrer de 2019, 21 Savage va ser arrestat per la immigració i duana executiva dels Estats Units (ICE), els oficials des quals van declarar que és un ciutadà del Regne Unit que va ingressar als EUA el juliol del 2005 i després va exercir il·legalment la seva visa quan expirava. el juliol de 2006. El 12 de febrer va rebre una fiança i es va alliberar a l'espera del resultat d'una audició de deportació accelerada. La vista inicialment estava prevista per al 9 d'abril, però després es va ajornar.

## Carrera
Després de la mort del seu millor amic quan tenia 21 anys va començar a prendre's el rap més seriosament. Al 2013 l'oncle de l'amic difunt li va donar diners perquè es pogués permetre un estudi o gravar.
Els primers projectes que va dur a terme són els següents:
El 12 de novembre de 2014 va treure el seu primer disc, Piki, junt amb DJ Plugg.
El 2 de juliol de 2015 va fer una col·laboració, Free Guwop, amb Sonny digital. És un homenatge al seu company raper Gucci Mane el qual admira.
L'u de desembre de 2015, va fer el seu segon mixtape, Slaughter king.
Entre 2016 i 2017 treu els següents àlbums: Savage Mode, Issa Album i Without Warning. El juny de 2016 21 Savage és declarat un del Freshmans per part d'XXL, una de les revistes de Hip Hop Americanes més reconegudes. L'any 2017 debuta la seva primera cançó amb el seu estudi, Bank Account que va ser nominada al lloc número 12 de la revista Billboard Hot 100, on el mateix any queda número 1 de la mateixa revista amb una col·laboració amb Post Malone fent la cançó Rockstar.
Al 2018 ens presenta l'àlbum I Am >; I Was

## Estil de música
L'estil de música que fa 21 Savage es rap i trap. (Música gàngster). La música que fa es autobiogràfica i en parla sobre la violència del carrer on d'esmenten temes com les drogues la prostitució i les bandes. Encara que te altres cançons on es parla de la família, dels seus errors, del rap...

## Àlbums
Entre 2016 i 2017 treu els següents àlbums: Savage Mode, Issa Album i Without Warning. Al 2018 presenta I Am > I Was